# Leutschach an der Weinstraße

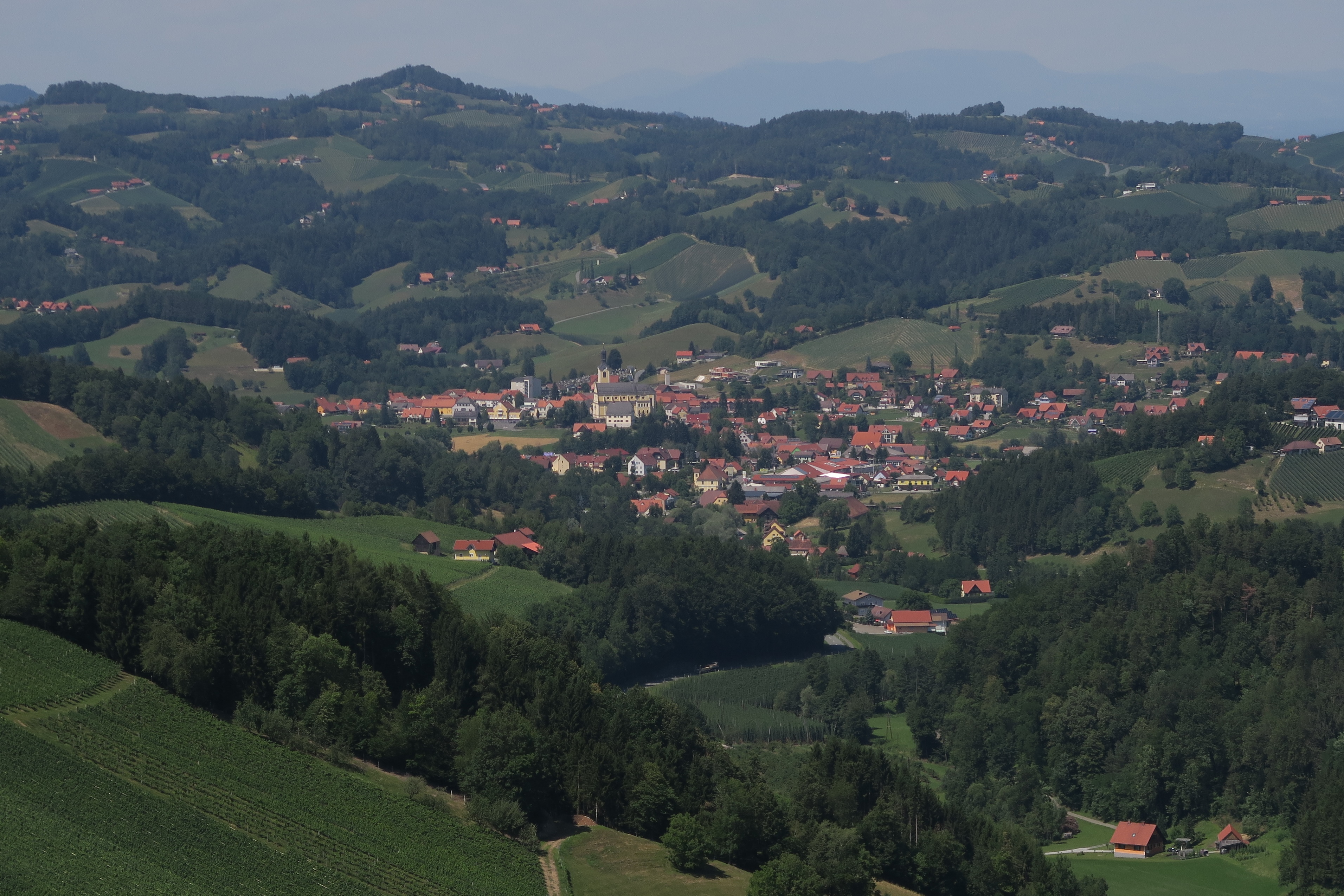
Blick auf Leutschach

Leutschach an der Weinstraße ist seit 2015 eine Gemeinde mit 3536 Einwohnern (Stand 1. Jänner 2024) im Bezirk Leibnitz in der Steiermark.
Leutschach an der Weinstraße entstand im Rahmen der Gemeindestrukturreform in der Steiermark
aus den mit Ende 2014 aufgelösten Gemeinden Leutschach, Schloßberg, Eichberg-Trautenburg und Glanz an der Weinstraße. 2015 bezog die Verwaltung der Gemeinde das renovierte Amtshaus.
Mit insgesamt 732 ha Weinbaufläche ist die Gemeinde die größte Weinbaugemeinde der Steiermark (entspricht gut 17 % der Weinbaufläche der Steiermark).
Durch den Hopfenanbau auf etwa 96 ha rund um Leutschach (größtes Hopfenanbaugebiet Österreichs) ist Leutschach an der Weinstraße gleichzeitig die einzige Hopfen- und Weinbaugemeinde in Österreich.

## Geografie

### Gemeindegliederung
Das Gemeindegebiet umfasst zehn Ortschaften und gleichnamige Katastralgemeinden (Einwohner Stand 1. Jänner 2024; Fläche Stand 31. Dezember 2023):
- Eichberg-Trautenburg (549 Ew.; 1.420,3 ha)
- Fötschach (599 Ew.; 541,79 ha)
- Glanz (171 Ew.; 576,7 ha)
- Großwalz (129 Ew.; 739,71 ha)
- Kranach (192 Ew.; 701,33 ha)
- Langegg (94 Ew.; 89,38 ha)
- Leutschach (504 Ew.; 110,82 ha)
- Pößnitz (438 Ew.; 1.190,7 ha)
- Remschnigg (235 Ew.; 1.018,98 ha)
- Schloßberg (625 Ew.; 1.173,09 ha)

### Nachbargemeinden
| Sankt Johann im Saggautal | Großklein                                   | Gamlitz              |
| Arnfels Oberhaag          | Kompassrose, die auf Nachbargemeinden zeigt | Kungota ( Slowenien) |
| Podvelka ( Slowenien)     | Selnica ob Dravi ( Slowenien)               | Maribor ( Slowenien) |

## Geschichte
1250 wurde der Name Leutschach erstmals urkundlich erwähnt als Liubschach. 1458 verlieh Kaiser Friedrich III. dem Ort das Marktrecht und die eigene Gerichtsbarkeit.
Leutschach entstand 1850 aus dem Werbbezirk Trautenburg und war damals wesentlich größer. Sie wurde 1882 in die Gemeinden Markt Leutschach, Glanz, Schloßberg und Eichberg-Trautenburg aufgeteilt. Wie oben dargestellt, wurden diese Orte 2015 wieder vereint.
Durch die Steiermärkische Gemeindestrukturreform endete nach 132 Jahren die Eigenständigkeit der vier Gemeinden.

## Kultur und Sehenswürdigkeiten
- Burgruine Schmirnberg
- Schloss Trautenburg

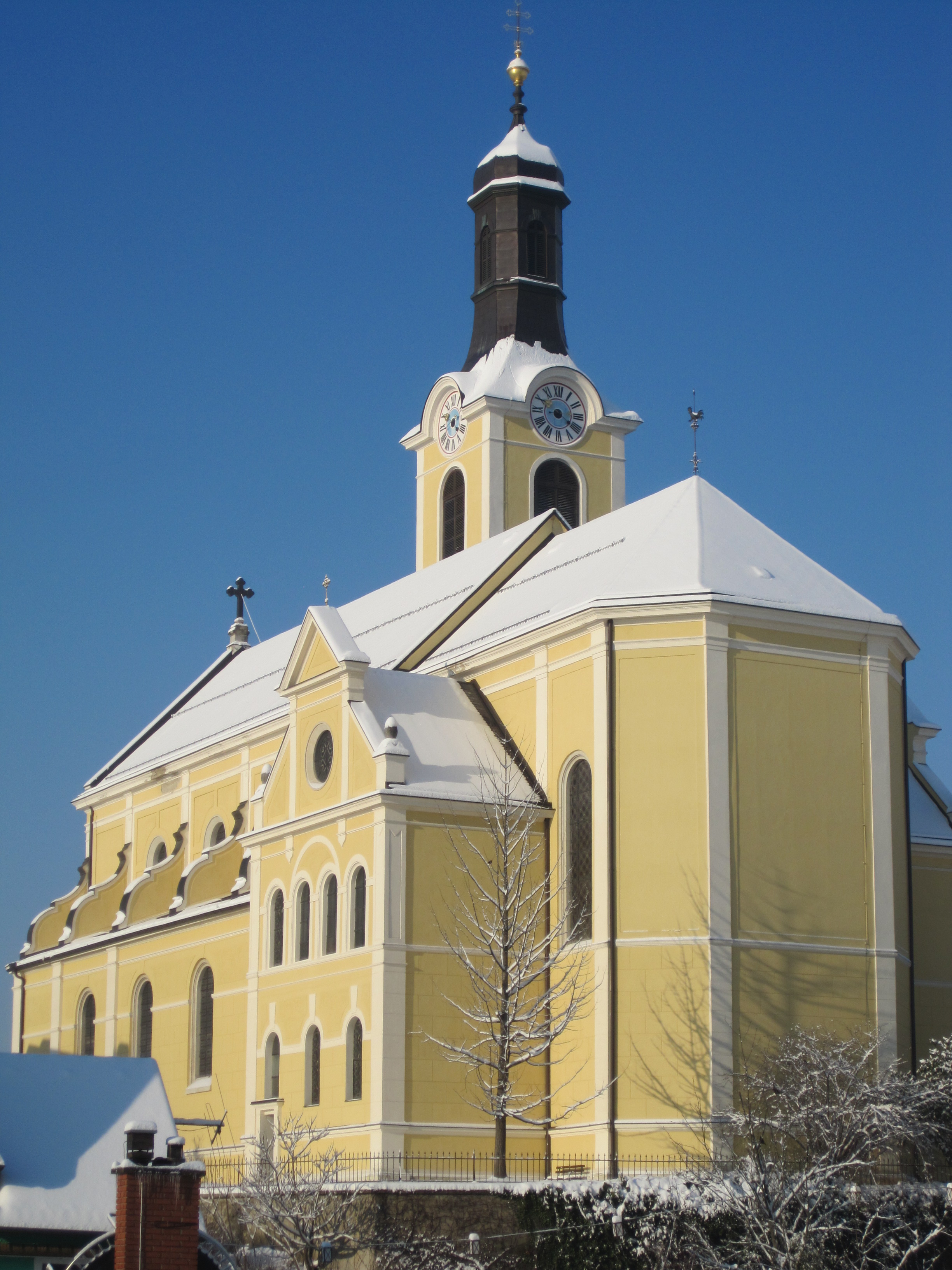
Pfarrkirche Leutschach

- Katholische Pfarrkirche Leutschach hl. Nikolaus
- Kirche zum Heiligen Geist am Osterberg in Slowenien unweit der österreichischen Grenze
- Schlossbergwarte am Montikogel[6]
- Grenzlandgalerie
- Heiligengeistklamm

### Kultur, Vereine
Viele Vereine (Musikverein Rebenland Leutschach, Kirchenchor, Brauchtumsvereine, Volkstanzkreis) tragen zu einer guten Kulturarbeit bei. Zahlreiche Veranstaltungen wie Erntedankumzug, Faschingsumzug, Kirchenkonzerte, Adventkonzerte, Weihnachtsfeiern, Fronleichnamsprozession, Osterprozession, Kirchweihfest oder die Wallfahrt nach Heiligengeist (Slowenien) am Pfingstsonntag gestalten das laufende Brauchtumsjahr.

## Wirtschaft und Infrastruktur

### Wirtschaft
Leutschach an der Weinstraße ist die größte Weinbaugemeinde der Steiermark und somit ein wichtiges Zentrum des steirischen Weinbaus. Dazu ist der Tourismus, der sich in den letzten Jahrzehnten immer stärker entwickelte, die Haupteinnahmequelle der vielen Betriebe.
Leutschach ist außerdem das zweitgrößte Hopfenanbaugebiet Österreichs. Der hochwertige Hopfen wird in den steirischen Brauereien zu geschätzten Spezialbieren verarbeitet.

### Verkehr
1910 war geplant, eine Eisenbahn von Maribor (heute Slowenien) über/bzw. durch den Pößnitzberg, das Pößnitz- und Saggautal nach Wies zu führen. Das Projekt war schon bis zur Detailplanung fertig, scheiterte dann durch den Beginn des Ersten Weltkriegs.
Verkehrsmäßig sind die einzelnen Katastralgemeinden und Ortschaften heute großteils durch den Individualverkehr gut erschlossen (271,7 km Gemeindestraßen). Öffentliche Buslinien verbinden Leutschach mit den Nachbargemeinden und der Bezirkshauptstadt Leibnitz. Die nächsten Bahnhöfe befinden sich in Ehrenhausen und Leibnitz.

### Infrastruktur
Als Wohnsitzgemeinde bietet der Ort alle wichtigen Versorgungseinrichtungen sozialer und wirtschaftlicher Art. Seit dem 1. September 2019 umfassen zwei Allgemeinmediziner, eine Fachärztin für Zahnheilkunde und eine Apotheke die medizinische Versorgung.

### Tourismus
Die Gemeinde bildet gemeinsam mit Arnfels, Ehrenhausen an der Weinstraße, Oberhaag und Straß in Steiermark den Tourismusverband „Die Südsteirische Weinstraße“.

### Bildung
Die Bildungseinrichtungen der Großgemeinde umfassen zwei Kindergärten (Leutschach und Langegg), die Kinderbetreuungseinrichtung Lachtraube, zwei Volksschulen (Leutschach und Langegg) und die Mittelschule Leutschach. Mit Beginn des Schuljahres 2020/21 wurde ein neues Schulgebäude bezogen, in dem auch der Musikverein Leutschach untergebracht ist.

## Politik

### Bürgermeister
Bürgermeister von 1860 bis 1882:
1850–1852 Josef Ludwig Bayer, Gutsbesitzer zu Amthofen

1852–1859 Ignaz Strohmeier

1859–1861 Philip Dreu

1861–1867 Alois Heu, Kaufmann

1867–1870 Ferdinand Hirzer, Bäcker

1870–1873 Johann Grabner

1873–1876 Alois Kniely, Gastwirt und Bäcker

1876–1882 Ferdinand Hirzer, Johann Brand und Johann Zaunschirm

1882–1883 Josef Hartnagel, Lederer
Erich Plasch wurde im Juni 2015 zum Bürgermeister der neu formierten Gemeinde gewählt. Plasch war bereits bis 31. Dezember 2014 Bürgermeister der Marktgemeinde Leutschach. In der Zeit von 1. Jänner 2015 bis zur konstituierenden Sitzung führte Reinhold Elsnig als Regierungskommissär die Geschäfte der Fusionsgemeinde. Erich Plasch wurde 2020 wieder zum Bürgermeister gewählt, Reinhold Elsnig (ÖVP) und Karl-Heinz Bandur (SPÖ) sind Vizebürgermeister, Wilhelm Weiß (ÖVP) ist Gemeindekassier.

### Gemeinderat
Der Gemeinderat besteht aus 21 Mitgliedern. Nach der Gemeinderatswahl 2020 setzt sich dieser wie folgt zusammen:
- 15 Mandate ÖVP
- 0 3 Mandate SPÖ
- 0 2 Mandate WIR für EUCH
- 0 1 Mandat FPÖ

| Partei                     | 2020                         | 2020                         | 2020                         | 2015                         | 2015                         | 2015                         | 2010             | 2010             | 2010             | 2010             | 2010             | 2010             | 2010             | 2010             | 2010             | 2010             | 2010             | 2010             |
| Partei                     | Leutschach an der Weinstraße | Leutschach an der Weinstraße | Leutschach an der Weinstraße | Leutschach an der Weinstraße | Leutschach an der Weinstraße | Leutschach an der Weinstraße | Leutschach       | Leutschach       | Leutschach       | Eichberg         | Eichberg         | Eichberg         | Glanz            | Glanz            | Glanz            | Schloßberg       | Schloßberg       | Schloßberg       |
| Partei                     | Stimmen                      | %                            | Mandate                      | St.                          | %                            | M.                           | St.              | %                | M.               | St.              | %                | M.               | St.              | %                | M.               | St.              | %                | M.               |
| -------------------------- | ---------------------------- | ---------------------------- | ---------------------------- | ---------------------------- | ---------------------------- | ---------------------------- | ---------------- | ---------------- | ---------------- | ---------------- | ---------------- | ---------------- | ---------------- | ---------------- | ---------------- | ---------------- | ---------------- | ---------------- |
| ÖVP                        | 1363                         | 70                           | 15                           | 1949                         | 74                           | 17                           | 324              | 85               | 8                | 456              | 77               | 7                | 798              | 82               | 13               | 610              | 74               | 11               |
| SPÖ                        | 0298                         | 15                           | 03                           | 0258                         | 10                           | 02                           | 058              | 15               | 1                | 129              | 22               | 2                | 180              | 18               | 02               | 212              | 26               | 04               |
| FPÖ                        | 0121                         | 06                           | 01                           | 0243                         | 09                           | 02                           | nicht kandidiert | nicht kandidiert | nicht kandidiert | nicht kandidiert | nicht kandidiert | nicht kandidiert | nicht kandidiert | nicht kandidiert | nicht kandidiert | nicht kandidiert | nicht kandidiert | nicht kandidiert |
| Die Grünen                 | nicht kandidiert             | nicht kandidiert             | nicht kandidiert             | 0070                         | 03                           | 0                            | nicht kandidiert | nicht kandidiert | nicht kandidiert | 009              | 02               | 0                | nicht kandidiert | nicht kandidiert | nicht kandidiert | nicht kandidiert | nicht kandidiert | nicht kandidiert |
| Bürgerinitiative Rebenland | nicht kandidiert             | nicht kandidiert             | nicht kandidiert             | 0101                         | 04                           | 0                            | nicht kandidiert | nicht kandidiert | nicht kandidiert | nicht kandidiert | nicht kandidiert | nicht kandidiert | nicht kandidiert | nicht kandidiert | nicht kandidiert | nicht kandidiert | nicht kandidiert | nicht kandidiert |
| Wir für Euch               | 0178                         | 09                           | 02                           | nicht kandidiert             | nicht kandidiert             | nicht kandidiert             | nicht kandidiert | nicht kandidiert | nicht kandidiert | nicht kandidiert | nicht kandidiert | nicht kandidiert | nicht kandidiert | nicht kandidiert | nicht kandidiert | nicht kandidiert | nicht kandidiert | nicht kandidiert |
| Wahlberechtigte            | 3.127                        | 3.127                        | 3.127                        | 3.174                        | 3.174                        | 3.174                        | 458              | 458              | 458              | 677              | 677              | 677              | 1.171            | 1.171            | 1.171            | 926              | 926              | 926              |
| Wahlbeteiligung            | 64 %                         | 64 %                         | 64 %                         | 83 %                         | 83 %                         | 83 %                         | 85 %             | 85 %             | 85 %             | 88 %             | 88 %             | 88 %             | 86 %             | 86 %             | 86 %             | 90 %             | 90 %             | 90 %             |

### Wappen

Wappen der Vorgängergemeinden
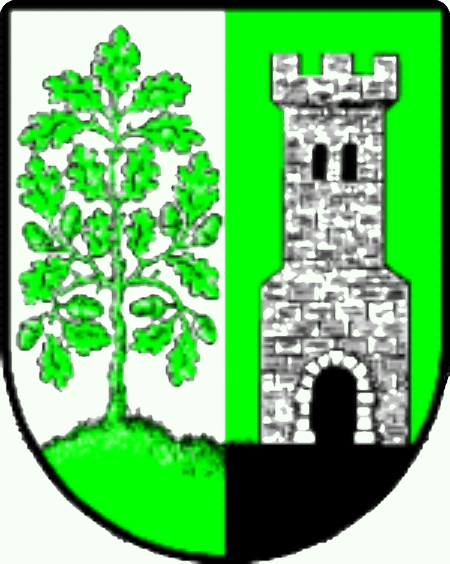
Eichberg-Trautenburg
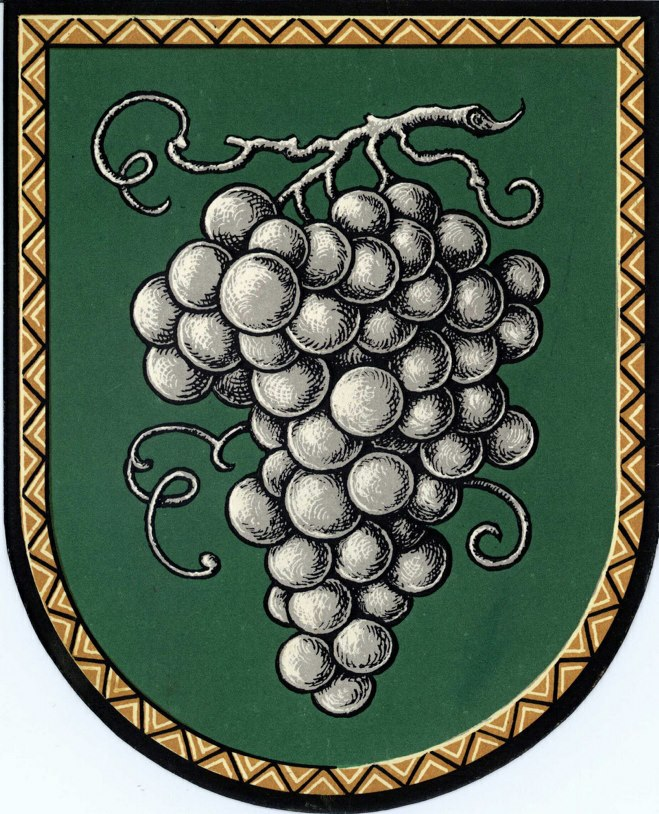
Glanz an der Weinstraße
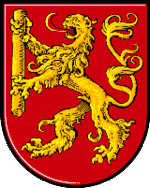
Leutschach
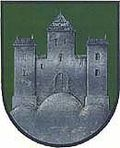
Schloßberg

Als Folge der Gemeindezusammenlegung sind alle Gemeindewappen seit 2015 nicht mehr gültig. Ein neues Wappen für die Fusionsgemeinde muss von der Steiermärkischen Landesregierung verliehen werden.

## Persönlichkeiten
- Nicos Jaritz (* 1953), Perkussionist und Bandleader
- Konrad Jarz (1842–1909), Abenteurer, Historiker und Geograf
- Franz Unger (1800–1870), österreichischer Botaniker, Paläontologe und Pflanzenphysiologe
- Gregor F. Waltl (* 29. April 1969), Fernsehmoderator
- Franz Leopold Schmelzer (* 1965), Film- und Fernsehregisseur